# Liste de noms d'animaux et de leurs petits
Pour un article plus général, voir Animal.
Voici une liste de noms d'animaux mâles, femelles et leurs petits. Selon le Dictionnaire d'orthographe et expression écrite d'André Jouette, « la plupart des noms, dits 'épicènes', s'appliquent au mâle et à la femelle. On ne peut distinguer qu'en disant, par exemple, la femelle du rossignol, la girafe mâle. Mais il y a pour certains — les animaux familiers spécialement — des dénominations que l'on doit respecter. »
Sauf mention contraire, la liste suivante a été élaborée d'après cette source.

## Par animal

### A - B
| Mâle                            | Femelle             | Petit                                                           | Noms spéciaux             |
| ------------------------------- | ------------------- | --------------------------------------------------------------- | ------------------------- |
| abeille (voir « faux bourdon ») |                     |                                                                 |                           |
| aigle                           | aigle               | aiglon, aiglonne                                                |                           |
| âne                             | ânesse              | ânon, bourricot                                                 | grison, baudet, bourrique |
| anguille                        |                     | civelle, pibale, bouiron, montinette                            |                           |
| autruche                        |                     | autruchon                                                       |                           |
| baleine                         |                     | baleineau, baleinon, veau                                       |                           |
| bécasse                         |                     | bécasseau                                                       |                           |
| bécassine                       |                     | bécau                                                           |                           |
| bélier                          | brebis              | agnelet, agnelle, agneau, antenais, vacive, vassiveau, broutard | mouton (nom générique)    |
| bison                           | bisonne             |                                                                 |                           |
| bouc                            | chèvre, bique       | chevreau, chevrette, cabri, biquet, biquette, bicot             | bouquin (vieux bouc)      |
| brochet                         |                     | poignard, brocheton, lanceron, sifflet                          | bécard (grand brochet)    |
| buffle                          | bufflonne, buflesse | bufflon, bufflette, buffletin                                   |                           |

### C
| Mâle                     | Femelle      | Petit                                                                                   | Noms spéciaux                                                                                  |
| ------------------------ | ------------ | --------------------------------------------------------------------------------------- | ---------------------------------------------------------------------------------------------- |
| caille                   |              | cailleteau                                                                              |                                                                                                |
| canard, malard           | cane         | caneton, canette, canardeau, canichon                                                   |                                                                                                |
| canard sauvage           | cane sauvage | halbran, moraton                                                                        |                                                                                                |
| carpe                    |              | carpeau, carpillon                                                                      |                                                                                                |
| cerf                     | biche        | faon, hère (6 mois à 1 an), brocard (1 an), daguet (1 an à 2 ans), seconde tête (3 ans) | dix-cors jeunement (6 ans), dix-cors (7 ans), grand dix-cors (8 ans), grand vieux cerf (9 ans) |
| cétacé                   |              | veau                                                                                    |                                                                                                |
| chameau                  | chamelle     | chamelon                                                                                |                                                                                                |
| chat                     | chatte       | chaton                                                                                  | haret (chat devenu sauvage), matou                                                             |
| cheval (voir « étalon ») |              |                                                                                         |                                                                                                |
| chevreuil                | chevrette    | faon, chevrotin, chevrillard, brocard (à son premier bois ou à 1 an)                    |                                                                                                |
| chien                    | chienne      | chiot, briquet                                                                          |                                                                                                |
| chien de chasse          | lice         |                                                                                         | houret (aivais chien de chasse)                                                                |
| cigogne                  |              | cigogneau, cigognat, cigonneau                                                          |                                                                                                |
| cochon (voir « verrat ») |              |                                                                                         |                                                                                                |
| colin                    |              | colinot, merluchon                                                                      |                                                                                                |
| coq                      | poule        | poussin, cochelet, cochet, coquelet, poulet, poulette                                   | chapon (poulet castré), chaponneau                                                             |
| coq de bruyère           |              | grianneau                                                                               |                                                                                                |
| corbeau                  |              | corbillat, corbillot                                                                    |                                                                                                |
| corneille                |              | corneillard                                                                             |                                                                                                |
| couleuvre                |              | couleuvreau                                                                             |                                                                                                |
| crapaud                  | crapaude     | têtard, crapelet                                                                        |                                                                                                |

### D - H
| Mâle                                | Femelle                          | Petit                                                                                                   | Noms spéciaux                                  |
| ----------------------------------- | -------------------------------- | --- | ---------------------------------------------- |
| daim                                | daine                            | faon, brocard (1 an), paumier (5 ans)                                                                   |                                                |
| dindon                              | dinde                            | dindonneau                                                                                              |                                                |
| dogue                               |                                  | doguin                                                                                                  |                                                |
| dromadaire (voir « chameau »)       |                                  | |                                                |
| éléphant                            | éléphante                        | éléphanteau                                                                                             |                                                |
| étalon                              | jument, poulinière               | poulain, pouliche, poulichon, laiteron, antenais, foal (qui tète), yearling (1 an, destiné à la course) | cheval (nom générique), hongre (étalon castré) |
| faisan                              | faisane, faisande                | faisandeau, faisanneau, pouillard                                                                       |                                                |
| faucon (sacre, hobereau, émerillon) |                                  | fauconneau                                                                                              | mâle : tiercelet                               |
| faucon lanier                       |                                  | | mâle : laneret                                 |
| faux bourdon                        | reine (mère), ouvrière (stérile) | larve, nymphe                                                                                           | abeille (nom générique)                        |
| girafe                              |                                  | girafeau                                                                                                |                                                |
| gnou                                |                                  | gaou |                                                |
| gorille                             |                                  | gorillon                                                                                                |                                                |
| grenouille                          |                                  | têtard, grenouillette                                                                                   |                                                |
| grue                                |                                  | gruau, gruaon                                                                                           |                                                |
| hanneton                            |                                  | ver blanc, mordette, man                                                                                |                                                |
| héron                               | héronne                          | héronneau                                                                                               |                                                |
| hérisson                            | hérissonne                       | hérissonneau, choupisson                                                                                |                                                |
| hirondelle                          |                                  | hirondeau, arondelat                                                                                    |                                                |

### I - O
| Mâle                     | Femelle            | Petit                               | Noms spéciaux |
| ------------------------ | ------------------ | ----------------------------------- | ------------- |
| insecte                  |                    | œuf, larve, nymphe                  |               |
| jars                     | oie                | oison, oisonne                      |               |
| lampyre                  |                    | ver luisant                         |               |
| lapin                    | lapine             | lapereau                            |               |
| lévrier                  | levrette           | levron, levronne                    |               |
| lièvre                   | hase               | levraut                             |               |
| lion                     | lionne             | lionceau                            |               |
| loup                     | louve              | louveteau, louvart ou louvat (1 an) |               |
| loup-cervier             | loup-cerve         |                                     |               |
| loutre                   |                    | loutron                             |               |
| manchot                  | manchote           |                                     |               |
| maquereau                | maquerelle         | lisette                             |               |
| merle                    | merlesse, merlette | merleau, merlot                     |               |
| moineau                  | moinelle           | moinet                              |               |
| morue                    |                    | moruau                              |               |
| mouche                   |                    | asticot, moucheron                  |               |
| mouton (voir « bélier ») |                    |                                     |               |
| oiseau                   | oiselle            | oisillon, oiselet, béjaune          |               |
| ouistiti                 | ouistitite         |                                     |               |
| ours                     | ourse              | ourson                              |               |
| outarde                  |                    | outardeau                           |               |

### P - Q
| Mâle                     | Femelle     | Petit                          | Noms spéciaux          |
| ------------------------ | ----------- | ------------------------------ | ---------------------- |
| paon                     | paonne      | paonneau                       |                        |
| papillon                 |             | chenille                       |                        |
| perdrix, garbon, bourdon | chanterelle | perdreau, pouillard, pouilleux |                        |
| perroquet                | perruche    |                                |                        |
| phoque                   | phoquesse   | blanchon (Canada)              |                        |
| pigeon                   | pigeonne    | pigeonneau                     | biset (pigeon sauvage) |
| pintade                  |             | pintadeau                      |                        |
| poisson                  |             | alevin                         |                        |
| poney                    | ponette     |                                |                        |
| porc (voir « verrat »)   |             |                                |                        |

### R - Z
| Mâle            | Femelle      | Petit | Noms spéciaux                                                                    |
| --------------- | ------------ | --- | -------------------------------------------------------------------------------- |
| ramier, palombe | ramière      | ramereau, ramerot |                                                                                  |
| rat             | rate         | raton |                                                                                  |
| renard          | renarde      | renardeau |                                                                                  |
| rossignol       |              | rossignolet |                                                                                  |
| sanglier        | laie         | marcassin, bête rousse (6 mois à 1 an), bête de compagnie (1 à 2 ans), page (jeune qui accompagne un solitaire), billâtre (2 ans), ragot (2 à 3 ans), tiers-an (3 ans), quartan ou quartanier (4 à 5 ans) | maquin (grand mâle), solitaire (vieux vivant seul), herbeiller (mangeur d'herbe) |
| saumon          |              | saumoneau, tacon, smolt, parr, samlet | bécard (vieux saumon), cahroganrd (très vieux saumon)                            |
| serpent         |              | serpenteau |                                                                                  |
| singe           | guenon       | guenuche (petite guenon), guenaud |                                                                                  |
| souris          |              | souriceau |                                                                                  |
| taureau         | vache, taure | veau, taurillon, vachette, génisse, broutard, bourret | bœuf (taureau castré), bouvillon (taurillon castré)                              |
| tigre           | tigresse     | tigreau, tigrillon, tigron |                                                                                  |
| tourterelle     |              | tourtereau |                                                                                  |
| truite          |              | truitelle, truiton |                                                                                  |
| turbot          | turbote      | turbotin |                                                                                  |
| ver de terre    |              | vermisseau |                                                                                  |
| verrat          | truie, coche | pourceau, porcelet, cochonnet, goret, nourrain | porc et cochon (noms génériques)                                                 |
| vipère          |              | vipereau |                                                                                  |